# Peter Švec
Peter Švec (21. dubna 1961 – 27. února 2021) byl československý voják a slovenský politik, po sametové revoluci československý poslanec Sněmovny lidu Federálního shromáždění za SNS. Po vzniku Slovenské republiky pokračoval ve službě profesionálního vojáka ASR a OS SR, před svým odchodem do zálohy v roce 2004 působil v hodnosti plukovníka gšt. ve vedoucích funkcích na Generálním štábu OS SR a Ministerstvu obrany SR.

## Biografie
Ve volbách roku 1992 byl za SNS zvolen do Sněmovny lidu. Ve Federálním shromáždění setrval do zániku Československa v prosinci 1992. Uváděl se bytem Piešťany.